# Butthole Surfers
Butthole Surfers es una banda estadounidense de rock, formada por Gibby Haynes y Paul Leary en San Antonio, Texas en 1981. La banda ha tenido diversos integrantes a lo largo de su historia, sin embargo la alineación principal de Haynes, Leary y del baterista King Coffey ha permanecido desde 1983. Teresa Taylor fue baterista secundaria entre 1983 - 1985, 1986 - 1989, y han empleado varios bajistas diferentes, notablemente Bill Jolly y Jeff Pinkus.
Los Butthole son mejor conocidos por su humor negro, un sonido que incorpora elementos del punk, psicodelia, heavy metal, noise rock y electrónica, así como del uso de la manipulación de sonidos y edición de cinta. Aclamados por sus caóticas presentaciones en directo, los Butthole tienen un bien-documentado apetito por drogas recreativas, particularmente el LSD, una influencia evidente en su música.
Aunque fueron respetados por sus conocidos y atrajeron un devoto público de fanes, los Butthole Surfers han tenido poco éxito comercial hasta Electriclarryland en 1996, su único álbum de oro a la fecha. Este contenía el éxito «Pepper» que alcanzó el #1 en Billboard Modern Rock Tracks ese mismo año.

## Historia

### Anterior a Butthole Surfers
Los Butthole Surfers tuvieron su génesis en la Trinity University de San Antonio en Texas a finales de los 70, cuando los estudiantes Gibby Haynes y Paul Leary se conocieron por primera vez. Aunque fue su rareza y su compartido gusto por la música lo que les hizo amigos rápidamente (especialmente su afición a Captain Beefheart y Dead Kennedys), ambos parecían dirigirse a vidas cotidianas. Haynes, siendo el capitán del equipo de baloncesto de Trinity, así como el "Contable del Año" de la escuela, pronto se graduó a una respetada posición en los puestos de contabilidad de Texas, mientras que Leary permaneció en la escuela estudiando su MBA.
En 1981, Haynes y Leary publicaron el fanzine Strange V.D., la cual incluía fotos de enfermedades anormales, junto con explicaciones humorosas y ficticias acerca de estas. Después de ser sorprendidos elaborando estas imágenes en el trabajo, Haynes dejó su empleo y se mudó al sur de California. Leary, en ese momento apenado por su carrera, salió de la escuela para seguir a su amigo. Después de un breve periodo empleado en vender ropa hecha en casa y lino adornado con la imagen de Lee Harvey Oswald, la pareja regresó a San Antonio, y comenzaron la banda que en algún momento sería los Butthole Surfers.

### Primeros años (1981-1984)
Haynes y Leary hicieron su interpretación debut en la galería de arte de San Antonio en 1981; en ese tiempo no tenían bien establecido el nombre de Butthole Surfers. Por 1982, la banda fue apoyada por el familiar ritmo del bajista Quinn Matthews y su hermano, el baterista Scott Matthews. La banda no se ganó seguidores en San Antonio, y compraron una furgoneta para regresar a California más tarde ese verano.
Durante un breve concierto en el Tool and Die club en San Francisco, el líder de los Dead Kennedys y el supervisor de Alternative Tentacles, Jello Biafra presenciaron su interpretación y se hicieron fanes fervientes. Biafra invitó al grupo a hacer de teloneros para los Dead Kennedys y T.S.O.L. en el Whisky a Go Go en Los Ángeles, y pronto les hizo una oferta que comenzaría su carrera discográfica: si pudieran tener a alguien que les prestara un estudio de grabación, Alternative Tentacles reembolsaría el estudio cuando el álbum estuviera completo. La banda entonces regresó a San Antonio para grabar en BOSS Studios (alias Bob O'Neil's Sound Studios alias the Boss). Sin embargo, los hermanos Matthews no entraron al estudio con Haynes y Leary; los dos habían dejado de seguir una interacción física entre Scott Matthews y Haynes. La posición de bajista fue obtenida por Billy Jolly, quien tocaría en los dos siguientes lanzamientos de los Surfers, junto con varios bateristas. El último de estos, King Coffey (nacido como Jeffrey Coffey], está aún en la banda en estos días.
Lanzado en Alternative Tentacles en julio de 1983, el EP resultante, Butthole Surfers (EP) (también conocido como Brown Reason To Live y Pee Pee The Sailor), ofrecía canciones con títulos tan provocativos como "El Sha duerme en la tumba de Lee Harvey" (The Shah Sleeps in Lee Harvey's Grave) y Bar-B-Q Pope, cantadas alternativamente por Haynes y Leary. (Haynes se convertiría en el vocalista principal de la banda durante su primer LP.) La cubierta del álbum, como muchas ilustraciones extrañas que acompañarían el trabajo de los Surfers, fue diseñada por ellos mismos. Abundando en humor, Butthole Surfers comenzó con lo que vendría después. 
Pronto después del lanzamiento de Butthole Surfers, la banda reclutó a una segunda baterista, Teresa Taylor ("Teresa Nervosa"), quien había tocado previamente con Coffey en varias bandas anteriormente durante la escuela, en las regiones de Fort Worth y Austin de Texas. Ella y Coffey harían un unísono en batería por separado, contribuyendo así al siempre evolutivo espectáculo de los Surfers. Aunque Nervosa y Coffey repetidamente se calificaban, y fueron calificados, como hermanos, se ha sabido más adelante que tan solo se presentaron como semejante dúo debido a su parecido, y que de hecho no están relacionados. Con su llegada, la "clásica alineación" de núcleo conformada por Haynes, Leary, Coffey y Nervosa - estaba completa. Con la excepción de varios bajistas y el breve periodo sabático de Nervosa desde finales de 1985 a 1986, permaneció sin cambiarse por un tiempo hasta su retirada final en 1989. 
En septiembre de 1984, los Surfers hicieron un segundo EP en Alternative Tentacles, Live PCPPEP. Al presentar principalmente interpretaciones en vivo de su debut, obtuvieron algunas críticas y bromas de fanes diciendo que habían sacado el mismo álbum dos veces. Lo que muchos no sabían, de hecho, es que la banda había regresado a BOSS Studios a grabar suficiente material para un álbum de duración completa meses antes del lanzamiento de Live PCPPEP. (Jolly se fue poco después de estas sesiones, pero actuó en el live EP). Además, habían empezado un segundo álbum en el mismo estudio. Ambos fueron originalmente ofrecidos a Alternative Tentacles, saliendo primeroPsychic... Powerless... Another Man's Sac.
Antes de que ambos álbumes pudieran salir, sin embargo, Alternative Tentacles tuvo que adquirir los derechos de las cintas originales de Bob O'Neill, el dueño de BOSS Studios. Se rehusó a publicarlos hasta no haber sido compensado por esas sesiones, lo que Alternative Tentacles no podía pagar de modo inmediato. Después de esperar meses, la banda publicó Live PCPPEP debido a desesperación financiera, y O'Neil estaba preparándose para lanzar Psychic... en su propia discográfica para recuperar sus gastos perdidos.

### La leyenda crece (1984-1987)
Con algunos miembros trabajando como "lavaplatos", el grupo no estaba particularmente encantado con el álbum en Ward 9. Terry Tolkin, un amigo de su agente de la costa este, unió a la banda a Touch and Go Records de Corey Rusk en Detroit. Psychic... Powerless... Another Man's Sac fue lanzado en 1984. Construyendo su primer EP, los Surfers hicieron de la psicodelia una parte mucho más amplia de su música en esta producción, que contenía un uso total de edición de cinta, instrumentalización no-tradicional y modulación de sonido que vino a definir sus grabaciones de estudio.
Justo antes del debut de Psychic..., y con el nuevo bajista Terence Smart en cargo (el primero de varios a través de 1986), la banda comenzó su primer tour mundial. Fue en estas salidas en las que realmente establecieron una presencia nacional, empezando en las primeras instalaciones de Touch and Go en Detroit, antes de irse a Nueva York, donde impresionaron a los miembros de Sonic Youth, así como a Shockabilly, y al futuro bajista de Butthole Surfers, Mark Kramer. Atravesaron el país varios meses, incluyendo un show en Seattle, donde hicieron un fan del futuro guitarrista de Soundgarden, Kim Thayil. Mientras, al final del tour en San Francisco, sin un lugar para vivir, la banda colectivamente decidió mudarse a Winterville, en Georgia, donde hicieron de acechar a los miembros de R.E.M un hobby. Smart se fue de la banda después de enamorarse de una amistad de la banda, y Trevor Malcolm, un músico canadiense recomendado por Touch and Go, lo reemplazó en el bajo.
Se corrían rumores de los extraños shows por parte de la banda, resultando en audiencias mucho más grandes en sus conciertos. No mucho después de la llegada de Malcolm, los Surfers grabaron sus actos para la posteridad filmando dos conciertos en el Traxx club en Detroit. Algo de este material fue empacado como Blind Eye Sees All, su único lanzamiento de video oficial a la fecha. Compraron su primer grabadora de 8-pistas en este tiempo, que usaron para grabar dos canciones después usadas en el A-Side de Cream Corn from the Socket of Davis. 
Después de momentos infelices con la banda, Malcolm se vá a inicios del verano de 1985. Un amigo de la banda desde Atenas, Juan Molina, fue traído para un breve tour por Estados Unidos, pero no se interesó en convertirse en un miembro permanente. Sin un bajista permanente y con un tour por Europa acercándose (el primero de la banda), contactaron a Kramer, quien rápidamente acordó en unírseles. Mientras tanto, su segundo LP, que había sido enviado a Alternative Tentacles como Rembrandt Pussy Horse, estaba aún en el limbo. Las razones por las acciones de Alternative Tentacles son inciertas, pero se sabe que la discográfica tardó en hacer una decisión (de cerca de un año) antes de rehusarse a publicarlo. Mientras esperaban, la banda lanzó el EP de cuatro canciones Cream Corn from the Socket of Davis en Touch and Go a finales de 1985. Una vez que Alternative Tentacles había declinado, el grupo volvió al estudio a grabar dos nuevas canciones para reemplazar "To Parter" y "Tornadoes", que estaban hechas originalmente para Rembrandt... antes de aparecer en el EP Cream Corn... como B-Side. 
Seguido del tour Europeo, los Surfers experimentaron una agitación mayor cuando Nervosa se fue cerca de Navidad de 1985, debido a que estaba cansada de las condiciones de vida asociadas con los constantes tours y tenía el deseo de estar con su familia. Fue reemplazada por otra baterista mujer, conocida como Cabbage, quien a cambio, presentó a la banda a su legendaria "bailarina desnuda" Kathleen Lynch (alias Kathleen, Ta-Da the Shit Lady). Kramer se fue durante este periodo y fue reemplazado por Jeff Pinkus, quien mantuvo la posición del bajo en su mayor periodo de estabilidad permaneciendo hasta 1994.
Su segundo LP fue finalmente lanzado como Rembrandt Pussyhorse en Touch and Go en abril de 1986. Saliendo dos años después de las sesiones originales, poseía una mezcla y selección de canciones diferentes que la versión que no se lanzó de Alternative Tentacles. Conocido por su minimalista versión de los Guess Who, "American Woman", es uno de los álbumes más experimentales en la carrera altamente experimental de los Surfers. Siguiendo un tour particularmente fuera de control, inclusive para los estándares de los Butthole Surfers, la banda se semi-asentó en Austin, Texas, en el verano de 1986. Nervosa volvió a unírseles (con Cabbage siendo removida meses antes), y se pusieron a trabajar en su primer estudio casero en un hogar de renta en las afueras de la ciudad. Empezaron una ociosa sesión de grabaciones para su tercer proyecto de completa duración. Lanzado en marzo de 1987, Locust Abortion Technician es uno de los álbumes más pesados de los Butthole Surfers, y es frecuentemente considerado como el mejor a la fecha. Aprovechando aspectos del punk, heavy metal y psicodelia, su único sonido produjo varias canciones que se convertirían en precursoras del grunge.

### Evolución

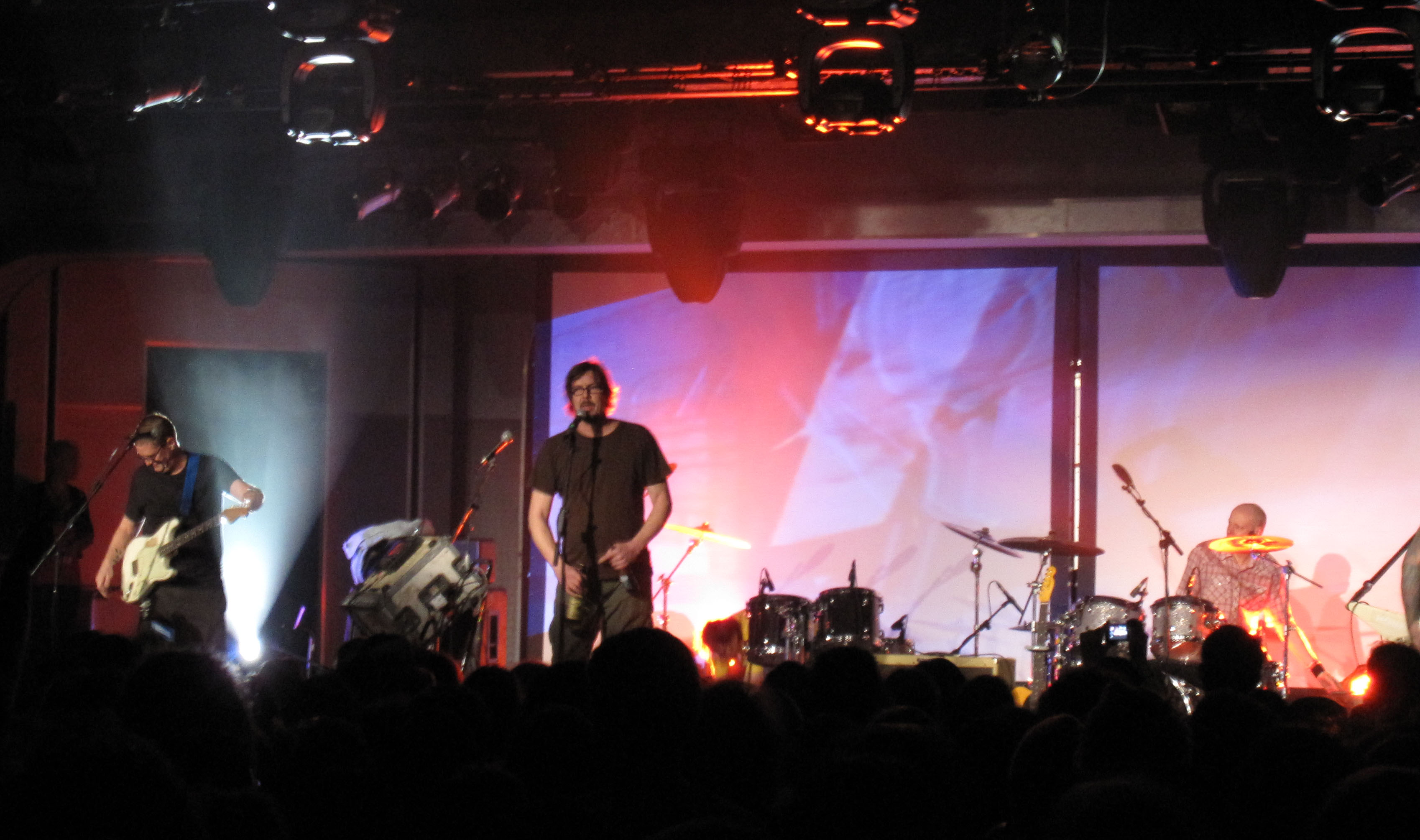
Butthole Surfers en vivo el 6 de diciembre de 2008 en Minehead, Inglaterra. Esta actuación contó con Estroboscopio, Máquina de humo y se proyectó una película en el fondo.

Durante el debut de Locust Abortion Technician, el grupo compró un hogar en Driftwood, Texas, a aproximadamente 30 km fuera de Austin. Era un rancho construido al lado de una colina, junto con 5 acres alrededor. Como con la casa de renta, el lugar fue transformado en un estudio de grabación. Sin embargo, no vivieron todos juntos en la nueva casa durante mucho tiempo, siendo Coffey el primero en mudarse a su propia casa. En 1991 todos vivían ya por separado.
A principios de 1988, los Surfers estaban listos para grabar un nuevo álbum y querían usar un estudio moderno por primera vez, escogiendo unas instalaciones en Texas. Las siguientes sesiones tomaron solo una semana, con la banda interpretando mucho del material por años. La banda optó por seguir la forma del álbum para futuros proyectos. En contraste, las canciones de sus primeras grabaciones anteriores habían experimentado un mayor desarrollo y experimentación de estudio. Pinkus manifestó que en las últimas sesiones, aunque mejor organizadas, se sofocaba gran parte de la creatividad espontánea que había impulsado a sus lanzamientos anteriores. 
Hairway to Steven lanzado en abril, marcó un antes y un después entre las raíces punk de la banda, y las grabaciones más accesibles que aparecerían después. Mientras que la mitad del material es tan extremo como sus primeros trabajos, otras canciones son más convencionales. Este es el primer álbum de los Surfers en hacer un uso extensivo de la guitarra acústica. Hairway to Steven no tenía los títulos de las canciones cuando se lanzó al principio, y en lugar de eso representaban cada canción con una caricatura absurda y a veces escatológica. La banda viajó ampliamente promocionando el álbum el año siguiente, incluyendo una exitosa gira por Europa (en parte ayudado por la influencia de un nuevo distribuidor en el Reino unido: Blast First). Como sus grabaciones de estudio, sus shows en vivo empezaron a perder mucho del caos anterior. 
Mientras estaban de gira en invierno de 1988, los Surfers usaron una grabadora DAT para grabar varios conciertos. Las más intensas de estas grabaciones fueron reunidas en Double Live, un doble álbum de edición limitada lanzado en vinilo y casete en 1989, y en CD el año siguiente. Este fue su primer lanzamiento en el sello de la banda: Latino Buggerveil. Aunque el álbum está descatalogado, como desde abril del 2007, las canciones se pueden descargar gratuitamente en formato MP3 desde la página oficial de la banda. Siendo lanzados en respuesta a la distribución de la piratería en música de sus shows en vivo, contenían interpretaciones de canciones de sus álbumes de estudio anteriores y EP. 
Double Live fue el último álbum de los Surfers en incluir a Nervosa, quien se fue a principios de 1989. Pronto después de irse, se le diagnosticó aneurisma, y fue forzada a una cirugía de cerebro. Posteriormente, empezó a sufrir de ataques estrobóticos inducidos por luz. En 1991, Nervosa (a la que se le ha referido como Teresa Taylor desde su retiro) tuvo un pequeño rol en la película de Richard Linklater, Slacker.
Los Surfers no buscaron reemplazarla en ese momento, sino que optaron por continuar como un cuarteto. Seguido del EP de Touch and Go, Windowermaker; la banda dejó a sus antiguos compañeros de discográfica para irse con Terry Tolkin de Rough Trade Records que también los había llevado a Touch and Go Records, para un aparente trato de un solo álbum. Posterior al debut del nuevo LP, Rough Trade hizo que la banda lanzara The Hurdy Gurdy Man en 1990, que previsualizaba material para el lanzamiento próximo. El mismo año, Rough Trade lanzó Digital Lump de The Jackofficers, el proyecto alternativo de Haynes y Pinkus de música house psicodélica.
piouhgd (la pronunciación en inglés se parece a la frase "estar harto") fue el quinto álbum de estudio completo de la banda, y el primero bajo Rough Trade. Lanzado en abril de 1991, mostraba instrumentación más electrónica, pero fue visto con decepción en comparación con las grabaciones pasadas. Ambos Haynes y Leary han expresado descontento con el álbum desde entonces. Sin embargo, la banda fue invitada a ser parte de la inauguración del tour Lollapalooza de ese verano. Durante este tiempo, Haynes colaboró con la banda Ministry, contribuyendo con vocalizaciones para el sencillo de 1991 "Jesus Built My Hotrod", que fue después incluido en Psalm 69: The Way to Succeed and the Way to Suck Eggs de 1992.

## Discografía
- Psychic... Powerless... Another Man's Sac (1985)
- Rembrandt Pussyhorse (1986)
- Locust Abortion Technician (1987)
- Hairway to Steven (1988)
- piouhgd (1991)
- Independent Worm Saloon (1993)
- Electriclarryland (1996)
- Weird Revolution (2001)
- Humpty Dumpty LSD (2002)

## Miembros del grupo
| Nombre         | Instrumento         | Año      |
| -------------- | ------------------- | -------- |
| Gibby Haynes   | voz, guitarra, saxo | 1981–hoy |
| Paul Leary     | guitarra, voz       | 1981–hoy |
| King Coffey    | batería             | 1983–hoy |
| Nathan Calhoun | bajo                | 2000–hoy |

| Nombre         | Instrumento | Año                   |
| -------------- | ----------- | --------------------- |
| Jeff Pinkus    | bajo        | 1986–1994             |
| Teresa Nervosa | batería     | 1983–1985 - 1986–1989 |
| Trevor Malcolm | bajo        | 1985                  |
| Terence Smart  | bajo        | 1984–1985             |
| Bill Jolly     | bajo        | 1982–1984             |
| Quinn Matthews | bajo        | 1982                  |
| Scott Matthews | batería     | 1981–1982             |
| Andrew Mullin  | bajo        | 1981–1982             |
| Scott Stevens  | bajo        | 1981                  |

| Nombre           | Instrumento         | Año       |
| ---------------- | ------------------- | --------- |
| Jason Morales    | baterista adicional | 2002      |
| Josh Klinghoffer | guitarra, batería   | 2001      |
| Kyle Ellison     | guitarra            | 1996      |
| Owen McMahon     | bajo                | 1996      |
| Kathleen Lynch   | danzarina           | 1986–1989 |
| Cabbage          | batería             | 1985–1986 |
| Mark Kramer      | bajo                | 1985      |
| Juan Molina      | bajo                | 1985      |
| Terence Smart    | bajo                | 1984–1985 |